# NGC 2683
NGC 2683 és una galàxia espiral no barrada descoberta per William Herschel el 5 de febrer de 1788. Des de la Terra es veu pràcticament de costat i es troba a uns 25 milions d'anys llum.